# Sorex satunini
Musaraigne caucasienne
Espèce
Statut CITES
Statut de conservation UICN

 LC  : Préoccupation mineure
La musaraigne caucasienne (Sorex satunini) est une espèce de musaraigne de la famille des soricidae. Elle est présente en Russie, en Arménie et en Turquie.

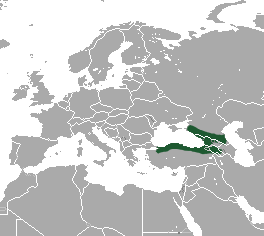
Répartition de l'espèce.